# 実録!関東昭和軍
『実録!関東昭和軍』（じつろく!かんとうしょうわぐん）は、田中誠による日本の野球漫画作品。『モーニング』（講談社）にて2006年から2008年まで連載された。単行本は全6巻。

## 概要
東京西部にある架空の高校、関東昭和高校（略称「関昭」）で戦前の軍隊教育のように過酷な体罰奨励の環境の中、試合を「戦い」と称して命がけで甲子園を目指すために手段を選ばない高校球児と関係者を描いたヒューマン・コメディ漫画である。
高校野球界が直面している様々な問題を風刺しており、漫画の各所に実際に起きた様々な不祥事などの事件が取り上げられている。また、当時起きた社会問題も小ネタとして度々使われている（時津風部屋力士暴行死事件等）。一方、監督の采配や試合中の選手の心理描写など、野球に関する理論は殆ど描写されていなく、ほとんどが監督による選手への脅迫・ヤキと、それを受ける選手の恐怖・発奮に終始している。
登場する団体は「報得学園」「亭京」「早稲田実践」など、実在する団体と似ている名前が多いが、時には「○○○○。実在する○○○×とは全く無関係。」という注釈が加えられている場合もある。
この作品に関して、作者の田中誠は、ギャンブルレーサー.comの中で
「西武園競輪場に顔を出した際、話の流れで日大三高野球部を紹介されてこりゃもう、野球漫画を描くしかないなってことで始めたのが『実録！関東昭和軍』という作品」
「読者からは『この漫画は高校野球のダーテイーな部分を、ことさら大げさに描いている！』『一の事実を十くらいに盛って、悪意を持って描いている！』という内容のハガキが多く届いたが、オレからすると逆で、『十の事実を一くらいに落とさないと、とてもじゃないけど描けやしねえ』と思っていた」（要約）と語っている。

## 主な登場人物
尾宮 貫一（おみや かんいち）
50歳。野球部監督。昭和49年度関東昭和高校卒業後、関東産業大、社会人野球の旭日ガスに入社するも伸び悩み、故障もあり、昭和56年に関昭野球部コーチに就任。平成5年に監督に昇格し、 選手にヤキを入れながら厳しく鍛える。短気でミスをした選手をすぐレギュラー落ちを意味する「クビ」にしたり、こすっからい性格だがここぞの場面では芯の通った所も見せる。高校、大学、社会人と現役時代は一度も全国大会に出場出来ず、未だに燃え尽きていない情熱を選手達に託している。妻と5人の子供に逃げられた過去があり、今も未練タラタラで甲子園での勝利監督インタビューで帰ってきてほしいと懇願したほど。最終回では春季東京大会優勝直後のインタビューで舌禍事件を起こし、渡邉にはほとぼりが冷めるまで誤魔化す事を勧められたが、選手に示しをつけるため自ら監督を辞任してコーチに降格、しかしヤキを入れることは止めていない。現役時は遊撃手で右投右打。
三河屋 三平（みかわや さんぺい）
32歳。野球部コーチ。尾宮同様に女と博打が大好きで常に監督の側にいる。平成5年度関昭卒業後、東洋文化大学から社会人の大和魂運輸を経て平成13年にコーチに就任。現役時は捕手で右投右打。
戒名 喜寿（かいみょう よしひさ）
連載開始時は3年生。野球部員の中で一番腕っ節が強かったため、鶴嘴がキレて手がつけられなくなった時に鎮圧のために駆り出されたが、一発でのされてしまった。卒業後は暴力団の「年金厚生会」に入り、関昭での教育のおかげか親分の評判も上々の模様。
三野 文太（みの もんた）
連載開始時は2年生。正捕手で4番を打つ主将。右投右打。そのガラの悪さから、柳の下に連れて行かれて埋められるという噂もながれており、「柳の下の三野」と呼ばれ恐れられていたが、野球に対しての情熱は本物で後輩の面倒見もいい。
一時期は若鷺、安宅らと共にクビになっていたが一葉、山棟蛇、鶴嘴など癖のある投手陣を気迫と機転で巧みに操縦するなど切れ者の一面を見せ、打っては4番を務め上げたことから卒業後は野球推薦で東海道大学への進学が決まり、一番の出世頭となった。
一葉 知秋（いちよう ともあき）
連載開始時は2年生。途中まではエース投手だった。右投右打。調子に乗りやすい性格で投球にもそれが出て、調子の良い時は練習試合ながらもPL（パーフェクト・ライフ）学園相手に完封勝利をする程だが、普段は早々にノックアウトされ尾宮の怒りを買っている。後輩の山棟蛇からは大した実力もないくせに調子に乗りやすいと評され、下級生にも嫌われている。センバツ直前に石部、山口らと共に喫煙しているところを写真週刊誌にスクープされてしまい、それ以降は一切出場機会を与えられなくなった。
その後、自暴自棄になり合宿所から脱走しようとするも尾宮からのプロのスカウトから指名の可能性があるという嘘をすんなり信じ、裏方に専念するようになる。卒業前に行われる3年の引退試合には出してもらえることになり、大学の先輩から薬として貰った尿のおかげで下級生相手に完全試合を達成する。喫煙騒動は世間に公表こそしなかったが、最終回の卒業式では全校生徒の前でエースでありながら喫煙問題で出場出来なかったことを3人揃って壇上で土下座して謝罪した。卒業後は野球推薦で亜穂田大学への進学が決まっている。
後生 大事（ごしょう だいじ）
連載開始時は2年生。外野手。右投右打。ゴリゴリ頭が自慢。2年の途中で鶴嘴にレギュラーを奪われてしまう。3年夏の西東京大会決勝で9回裏1点差の場面で三塁走者として本塁に帰還しようとするが、つんのめって甲子園行きをダメにしてしまい、あまりのショックに首吊り自殺を図るが未遂に終わる。もっとも、翌日他の3年生と一緒に海に連れて行ってもらった時は既に元気になっていた。
神楽坂 一心（かぐらざか いっしん）
連載開始時は2年生。外野手兼一塁手。右投右打。ころころレギュラーが代わる中で常にクリーンナップを外れない点や、監督などの台詞から実力はあることが伺われる。
鸛 出来太（こうのとり できた）
連載開始時は2年生。遊撃手。右投右打。打順は主に6番で忘れた頃の一発がある。2年の頃からレギュラーを務めており、二重まぶたが特徴。4巻裏表紙では鸛の顔だが表示されている名前は鴨ノ橋 太郎となっている。
安宅 正路（あんたく まさみち）
連載開始時は2年生。右投右打。鉄壁の二塁手。打順は主に9番だが山口よりも能力は上。三野、若鷺らと共にクビになっていた時期がある。
若鷺 銀二（わかさぎ ぎんじ）
連載開始時は2年生。右投右打。三塁手。2番打者としての出番もある。三野、安宅らと共にクビにされていた時期がある。
文無 次郎（もんなし じろう）
連載開始時は2年生。一塁手兼投手。右投右打。投手として活躍している様子はあまり無い。日学大三高との練習試合あたりから鴨ノ橋にレギュラーを奪われた。クビの期間あり。
石部 金吉（いしべ きんきち）
連載開始時は2年生。外野手。2年夏の予選メンバーに入っており一定の実力はあると見受けられる。センバツでもベンチ入りしたが一葉、山口らと共に喫煙報道で干され、最終回では卒業式で3人揃って全校生徒に謝罪した。一葉と顔が似ているが一葉の鼻が円に対して石部は点。卒業後は野球を続けず就職する予定。
山口 百吉 （やまぐち ももきち）
連載開始時は2年生。二塁手。右投左打。寮では桶谷と同部屋。センバツではベンチ入りしたが一葉、石部らと共に喫煙報道で試合には出られず、その後も干された。最終回にて卒業式で3人揃って全校生徒に謝罪。
雨虎 梅夫 （あめふらし うめお）
連載開始時は2年生。捕手。右投右打。気が優しく頭が回り、秋季東京大会ではクビになっていた三野の代わりに活躍。守備要員として常にベンチ入りしている。
桶谷 五朗（おけたに ごろう）
連載開始時は1年生。通称「桶」。三塁手。右投右打。序盤のいくつかのエピソードでは語り部を務めている。中学2年の途中に、その後1年間を棒にふるうほどの大怪我をして仕方なく関昭へ入学。殴られっぷりは悪くなく、執念強いと尾宮に評され、控えでありながら土壇場で起用されることが多い。鋳掛屋の悩みを聞いたり、福井兄弟へのヤキを止めたりと面倒見が良く、クセモノ揃いの関昭野球部の面々に比べると比較的常識人の一人である。
山棟蛇 千里（やまかがし せんり）
連載開始時は1年生。外野手兼投手。右投左打。野球の才能は素晴らしいが、あまりの凶暴さに強豪校からは誘いがかからず関昭に入学。先輩はおろか指導者からも恐れられており、ヤキを入れられることはほとんどない。
入学後すぐ1番センターに定着し、秋以降には抜群のマウンド度胸と制球力の良さを買われて投手も兼任するようになり、その後は一葉の追放もあり実質的にエースとなる。
死球を受けた投手相手に次の打席で手が滑ったように見せかけてバットを投げつける、平気で相手の顔にビーンボールを投げるなど、試合中でもすぐに切れる悪癖を持つ。一匹狼的な性格だが野球に対する情熱は本物で、後輩には優しさも見せるなど侠気もある。経験を積む中で精神的にも成長し、上級生引退後はエースで4番かつ主将となる。
鶴嘴 温助（つるはし ぬくすけ）
連載開始時は1年生。外野手兼投手。右投左打。身長は2メートル近くあり、打っては長打連発、投げては豪速球のパワフルな選手で「怪人」の異名を持つ大男。しかし、異常なまでに頭が悪くサインを一切覚えられず、単純なサインによるリードでしか投げられなかったが、後にグラブに直接ペンでサインを書いて、それを見ることで問題を解決している。普段は大人しいがキレると手がつけられないため、入学直後の上級生からの体罰にキレた後は一切ヤキを入れられなくなり、山棟蛇とともに恐れられている。
鋳掛屋 丁治（いかけや ちょうじ）
連載開始時は1年生。捕手。右投右打。寮で桶谷と同室。リトルシニア時代は「西東京に鋳掛屋あり」と言われるほどの選手だったが、野球名門校への入学が内定した祝いを居酒屋でやっていることを告発され入学取消となり関昭に拾われた。その事もあってあだ名は「居酒屋」。
上級生引退後は正捕手で副主将になったが、副主将としては山楝蛇を恐れてあまり意見を言えないでいる。また、尾宮も山楝蛇を恐れヤキを入れられないために、その分怒られ役となっている。
一縷 千鈞 （いちる せんきん）
連載開始時は1年生。遊撃手。右投右打。強気で単純な性格のムードメーカー。山棟蛇の負担を減らすためという理由で代理ながら主将に選ばれる。名前の意味は「一本の細い糸で千鈞もの重量を吊るす、きわめて危険である事のたとえ」。本人もその意味を知ってて、名前のとおり常に大振りで長打しか狙わない典型的な一発屋となっている。
鴨ノ橋 太郎 （かものはし たろう）
連載開始時は1年生。通称「鴨」。一塁手。右投右打。元々は投手だったが活躍出来ず、1年の後半から一塁手にコンバートされレギュラーを確保。センバツでは5番に座った。しかし福井兄弟が入部した影響で神楽坂が一塁手にコンバートされると煽りをくらった形で控えに降格。その後調子を落とし秋季大会では控えにとどまる。
福井兄弟（ふくいきょうだい）
双子で兄は俊宏、弟は俊政。共に右投右打。桶谷や山棟蛇の後輩にあたる新入生で、捕手以外はどこでもこなせるユーティリティプレイヤー。素晴らしい俊足、強肩、野球センスを持ち引く手数多だったが、家庭（酒屋を経営している）の経済状況が非常に悪く特待生問題の影響で名門校が好条件を出しにくい中、なりふり構わず札束攻勢に出た関昭に入学。入部直後から共にレギュラーを獲得。打撃に専念させたい尾宮の意向で投手はあまりやっていない模様。
コムスン・ノーバ
福井兄弟と同期の新入生でアメリカ人とのハーフ。家庭の事情で苦しい経済状況だったところを関昭に買われる。貴重な左投手として1年夏からベンチ入り。英語は話せない。
朝津風ドルジ（あさつかぜドルジ）
モンゴル出身で強肩強打の三塁手。右投右打。桶谷と熾烈なレギュラー争いを繰り広げる。態度が大きく、問題を起こして盟徳義塾から関昭へ流れ着いた。サッカーも上手く、練習をサボってサッカーをしていたことがきっかけで追放された。古巣との怨恨は深く、四国遠征中の盟徳との練習試合では全打席敬遠されている。
渡邉 爪雄（わたなべ つめお）
学校法人・関東昭和学園理事。尾宮には「甲子園に出場したら一千万!全国制覇で三千万!」という口約束をしていたが、本当にセンバツ出場を決めた時には難癖を付けて払わなかった。
蛇道 平琵（じゃのみち へび）
52歳。関昭野球部OBで構成される関昭球友会会長（平成12年就任）で、OBたちを指揮して様々な支援活動を行う。関昭の昭和48年度卒業生で、1年後輩の尾宮とは寮でも同部屋だった。関昭卒業後は大東亜商科大を経て不動産会社に就職。現在はガソリンスタンドとコンビニエンスストアを経営している。現役時は右翼手。

## 関東昭和高校及び関昭野球部
- 私立男子高校。学力は極めて低く、九九すらも覚えていない生徒が多くいる。
- 教師は戦前のような丸眼鏡をかけていたり、髭を生やしたいかつい男性教師ばかり。
- 野球部は東京都内では強豪で、甲子園には春夏通じて第45回選抜高等学校野球大会に一度出場している。作中で2度目のセンバツ出場を果たすが、早稲田実践や日学大三などといった一流校に比べると実力は劣る。
- 野球部所属の生徒は全て特待生として扱われている。特待生は入学金、授業料の免除はもちろんのこと、下宿代、食費、遠征費、道具代もタダであり、福井兄弟やノーバのように経済状況の悪い家庭からは人気が高い。また学内でも野球部員の授業中の居眠り、サボりなどは教師達から黙認されている。
- 野球部員は概して先述したような野球一流校に入れなかった者である。
- 野球部員は入部と同時に斗魂（とうこん）寮という寮に入り、盆暮れ関係なく3年間敷地から勝手に出ること、また親、知人との連絡も許されず、そのため現代にありながら外部との連絡を断つために携帯電話の所持を禁じられ、唯一の連絡手段である手紙も内容を検閲されるなど半ば囚人同然の軟禁生活を送る。
- 寮では上級生の命令は絶対で「1年・蛆虫、2年・蝿、3年・神様」と言われ、上級生の身の回りの世話一切は後輩がする。共に寮で過ごす仲間として彼らは「球友」と呼ばれるが、その実情は先輩による人を人と思わないような理不尽なシゴキ、イビりが日常茶飯事で行われている。ただし、引退後の3年生は社会に出た時困らないようにするため身の回りのことを自分でしなくてはならない。
- 野球しかない部員にとってメンバー入りへの想いは強く、メンバー交換が許される期間中までベンチ入り選手の食事に下剤を入れる、落とし穴を仕掛け故障させるなど醜い足の引っ張り合いをする。しかし、期間が過ぎると一転して今度は、がんばって評判を上げてもらうために喜んで裏方に専念する。
- そのため、3年生で最後の夏の大会にベンチ入り出来なかった部員は1日だけ夜間外出が許される。また、夏の大会敗退後も3年生は1日だけ海などへ遊びに連れて行って貰える。
- 上述のような過酷な環境で毎日のようにヤキを入れられながら3年間過ごすため、知性や品性はともかく上下関係の意識や礼儀は身に付くので就職組はヤクザ関係を中心に引く手数多。
- 目的のためには手段を選ばず、センバツ出場のために関昭OBが競合相手校へデマを流して風評被害を生じさせたり、週刊誌に（架空の）不祥事をリークして評判を落とすなどの妨害工作や、特待生制度を維持するために形だけの面接試験や、寄付金を集めるために振り込め詐欺まがいのことを行うなどしている。
- 校歌は「愛国行進曲」の一番の歌詞の「東海」が「東（ひんがし）」に変わったものである。

## 関東昭和高校野球部五訓
- 一、礼儀です
- 二、忍耐です
- 三、気迫です
- 四、闘志です
- 五、部費はキチンと納めます